# Cornus mas

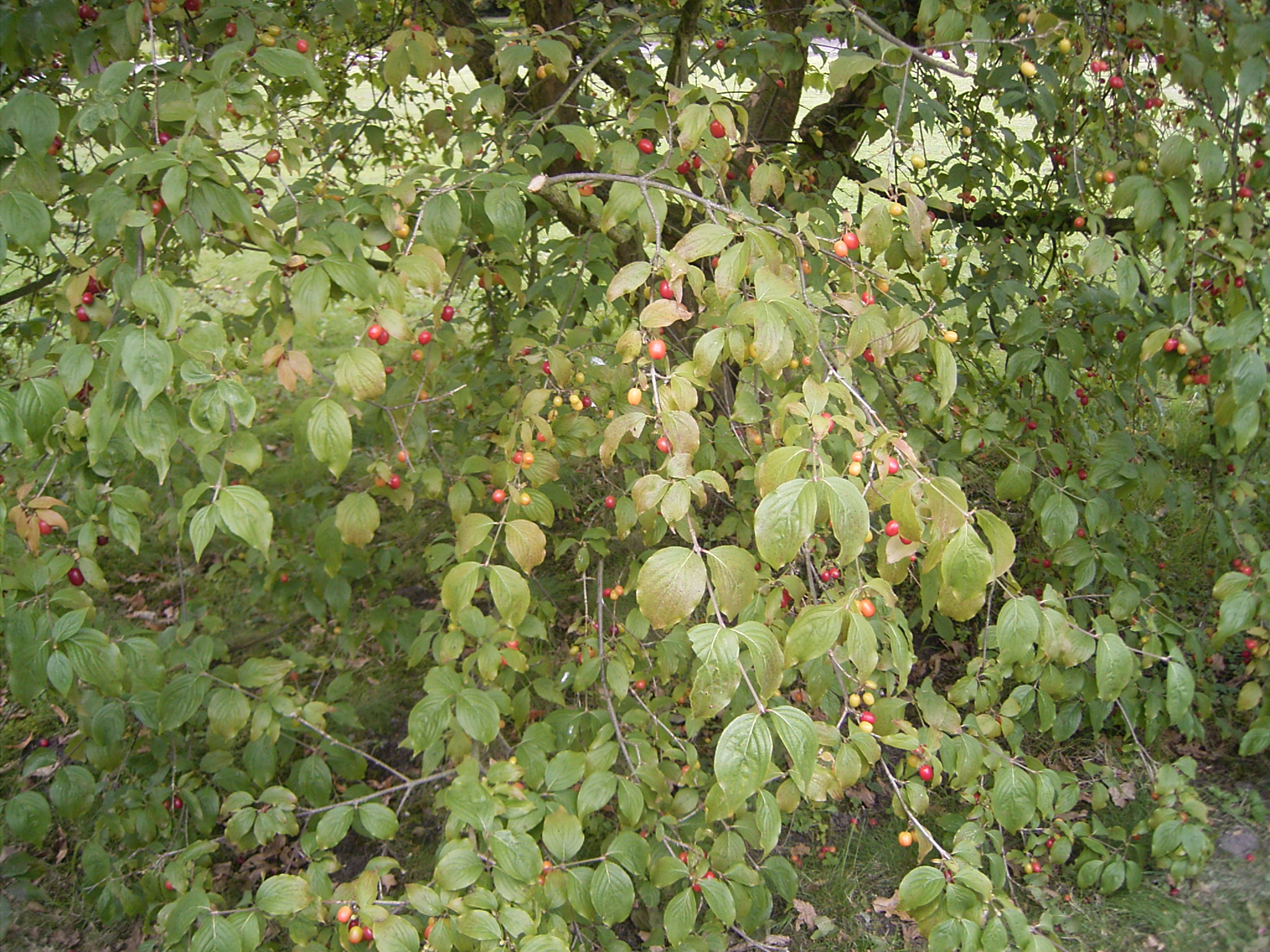
Cornus mas em frutificação

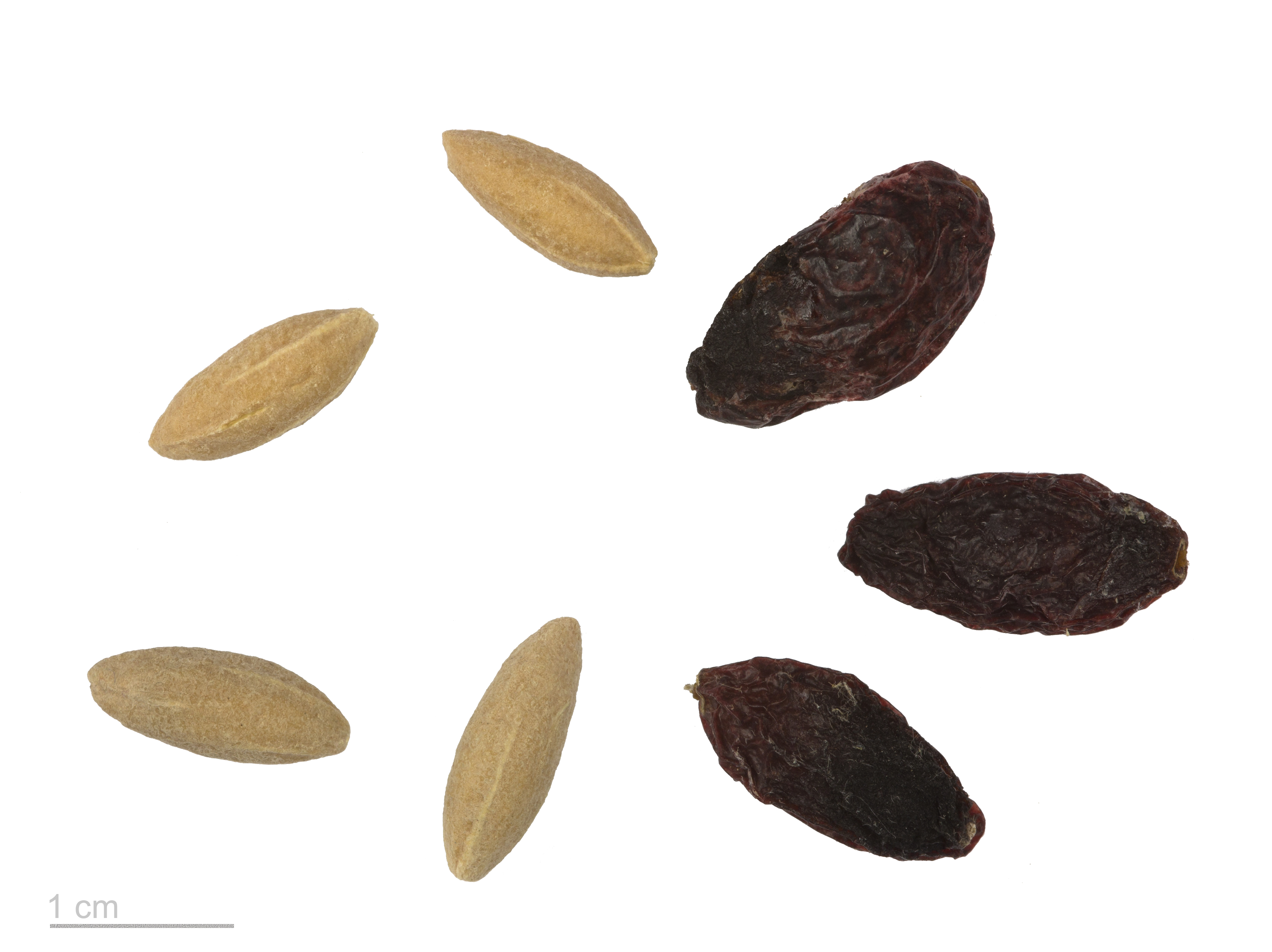
Cornus mas - MHNT

O Cornus mas (também conhecida como cornizo (português europeu) ou corniso (português brasileiro) ), é uma espécie de planta pertencente ao género Cornus, conhecida pelos seus frutos semelhantes a cerejas. É nativa do sul da Europa, Mediterrâneo e sudoeste asiático.
Trata-se de um arbusto de porte médio a grande, podendo atingir porte arbóreo, crescendo entre 5 a 12 m de altura. Possui um hábito caducifólio, sendo os seus galhos castanho escuros com os ramos menores esverdeados. As folhas são opostas, com 4–10 cm de comprimento e 2–4 cm de largura e possuem forma ovalada a oblonga, com uma margem inteira. As flores são pequenas (entre 5 a 10 mm de diâmetro) e formadas por quatro pétalas amarelas, dispostas em inflorescências de entre 10 a 25 flores, surgindo estas no final do Inverno, antes do aparecimento das primeiras folhas. O fruto, chamado cornizolo, é uma drupa oblonga e vermelha quando madura, contendo uma única semente e tendo cerca de 2 cm de comprimento e 1.5 cm de diâmetro.
O fruto é comestível, possuindo um sabor ácido. Além do mais, é rico em vitaminas A, complexo B e K1. É utilizada essencialmente na produção de compotas, sendo também consumida quando seca. Na Arménia, o fruto é utilizado na destilação da vodca. Na Turquia é consumido com sal como aperitivo no Verão. As cultivares seleccionadas para a produção de fruto na Ucrânia têm frutos que atingem os 4 cm de comprimento. Esta espécie é também cultivada como planta ornamental devido à sua floração no final do Inverno.
A sua madeira é mais densa que a água, tendo sido utilizada na Grécia Antiga para fazer lanças. A sua casca pode ser utilizada para fazer uma tintura, enquanto as suas folhas são utilizadas na produção de taninos.

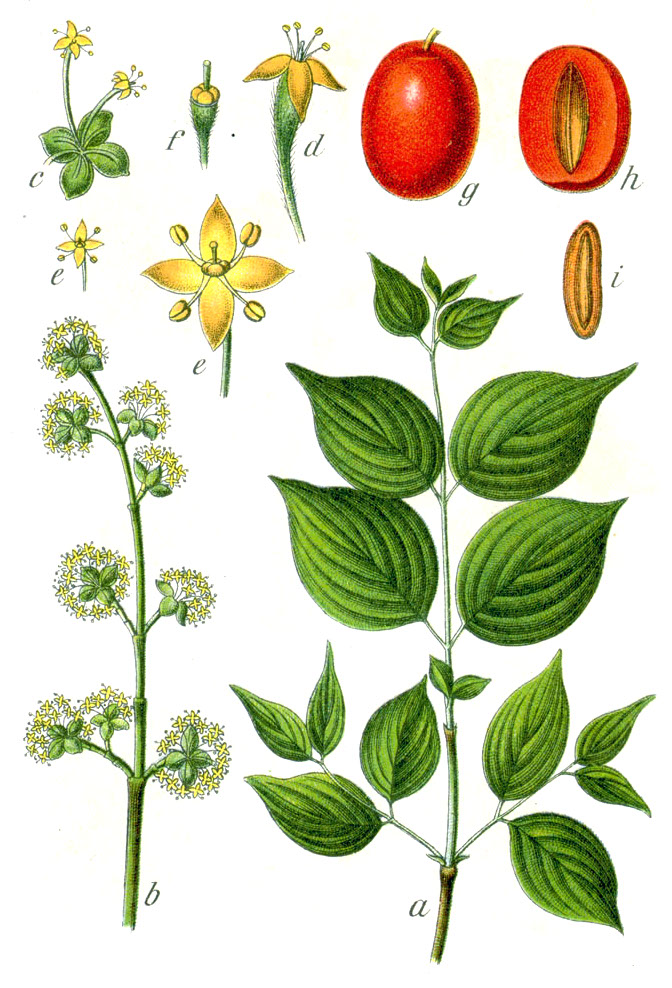
Cornus mas